# José Joaquín Rojas
José Joaquín Rojas Gil (* 2. Juni 1985 in Cieza) ist ein ehemaliger spanischer Radrennfahrer und Sportlicher Leiter.

## Karriere
José Joaquín Rojas gewann 2002 die spanische Meisterschaft im Straßenrennen bei den Junioren sowie eine Etappe beim Giro della Lunigiana. 2003 gewann er die Vuelta al Besaya und wurde spanischer Meister im Einzelzeitfahren bei den Junioren sowie Vierter im Straßenrennen der Junioren bei den Straßenradsport-Weltmeisterschaften in Hamilton. 2005 wurde er Zweiter hinter Luis Roberto Álvarez bei der Vuelta a Extremadura. Ab August 2005 fuhr José Joaquín Rojas als Stagiaire beim Team Liberty Seguros-Würth . Ab 2006 fuhr er für das UCI Pro Team Liberty Seguros-Würth und gewann hier die Bergwertung des Etappenrennens Tirreno–Adriatico und belegte den 7. Platz bei den  KBC Driedaagse van De Panne-Koksijde. Im Jahr 2007 wechselte José Joaquín Rojas zur Mannschaft Caisse d’Epargne und gewann mit einer Etappe der Murcia-Rundfahrt sein erstes internationales Radrennen. Weiterhin belegte er Platz 3 beim Circuito de Getxo, Platz 6 bei Prueba Villafranca de Ordizia und Platz 9 bei Gent–Wevelgem. 2008 wurde er Dritter und gewann die Nachwuchswertung bei der Tour Down Under. Weitere Platzierungen waren Platz 4 bei der Tour du Limousin und fünfte Plätze bei den Cyclassics Hamburg, dem Grand Prix de Plouay Ouest-France und bei Paris–Corrèze. 2009 wiederholte er seinen 3. Platz und den Gewinn der Nachwuchswertung bei der Tour Down Under und beendete als Vierter den Gran Premio de Llodio und die Trofeo Pollença. 2010 wurde er Zweiter beim Gran Premio Regio Insubrica, Dritter bei den Vier Tage von Dünkirchen und Fünfter beim Grand Prix de Plouay Ouest-France. 2011 konnte er neben den Siegen Zweiter bei der Clásica de Almería, Vierter bei der Tour du Haut-Var, Fünfter bei den Vattenfall Cyclassics und Siebter beim Grand Prix Ouest-France und bei der Tour Poitou-Charentes en Nouvelle-Aquitaine werden. 2012 konnte José Joaquín Rojas keine nennenswerte Ergebnisse erzielen. 2013 erwirkte er Platz 3 bei Trofeo_Alcudia, Platz 4 bei den Vattenfall Cyclassics und Platz 6 bei der Vuelta a Castilla y León. 2014 konnte er neben einem Sieg auch vierte Plätze bei Paris–Nizza und beim Circuito de Getxo, den fünften Platz bei der Murcia-Rundfahrt und Platz 6 bei der Clasica de Almeria erwirken. Platz 4 bei Circuito de Getxo und Platz 5 bei der Gran Piemonte waren 2015 nennenswerte Ergebnisse. 2016 war der erneute Gewinn der spanischen Meisterschaft im Straßenrennen der einzige Sieg für José Joaquín Rojas. 2017 erreichte er Platz 3 bei der Vuelta a La Rioja, Platz 5 beim Amstel Gold Race und Platz 10 beim GP Industria & Artigianato. 2018 war Platz 6 bei der Trofeo Matteotti und 2019 Platz 5 beim Circuito de Getxo und Clasica de Almeria die einzig nennenswerten Ergebnisse. Bis Ende 2023 konnte José Joaquín Rojas noch vierte Plätze bei der Murcia-Rundfahrt 2021 und Clàssica Comunitat Valenciana 1969 - Gran Premi València 2023 erreichen. Nach der Saison 2023 beendete er seine Profikarriere und wechselte ab 2024 in den Betreuerstab von Movistar Team.

## Dopingvorwürfe
Im Zuge der Dopingermittlungen der Staatsanwaltschaft von Padua geriet er Ende 2014 in den Verdacht, Kunde des umstrittenen Sportmediziners Michele Ferrari gewesen zu sein. Die Ermittlungen in Padua wurden ohne weitere Sanktionen eingestellt.

## Familie und Privates
José Joaquín Rojas Gils älterer Bruder Mariano war ebenfalls Radprofi und fuhr zwischen 1994 und 1996 für das Team Once. Er verstarb im Juni 1996 beim Rennen um die spanische Straßenmeisterschaft, nachdem er frontal mit einem LKW zusammengestoßen war.
Im November 2015 sollte sich Rojas wegen des Wolff-Parkinson-White-Syndroms am Herzen operieren lassen. Die Operation erwies sich jedoch als nicht notwendig.

## Erfolge
2002
- Spanische Meister – Straßenrennen (Junioren)

2003
- Spanische Meister – Zeitfahren (Junioren)

2006
- Bergwertung Tirreno–Adriatico

2007
- eine Etappe Murcia-Rundfahrt
- Punktewertung Polen-Rundfahrt

2008
- Trofeo Pollença

2009
- eine Etappe Tour de l’Ain

2011
- Trofeo Deià
- eine Etappe Volta Ciclista a Catalunya
- Spanischer Meister – Straßenrennen

2012
- eine Etappe Vuelta ciclista al País Vasco
- Mannschaftszeitfahren Vuelta a España

2014
- eine Etappe Vuelta a Castilla y León

2015
- eine Etappe Tour of Qatar

2016
- Spanischer Meister – Straßenrennen

2017
- Mannschaftszeitfahren Katalonien-Rundfahrt

## Grand-Tour-Platzierungen
| Grand Tour            | 2007 | 2008 | 2009 | 2010 | 2011 | 2012 | 2013 | 2014 | 2015 | 2016 | 2017 | 2018 | 2019 | 2020 | 2021 | 2022 | 2023 |
| --------------------- | ---- | ---- | ---- | ---- | ---- | ---- | ---- | ---- | ---- | ---- | ---- | ---- | ---- | ---- | ---- | ---- | ---- |
| Giro d’ItaliaGiro     | DNF  | –    | –    | –    | –    | –    | –    | –    | –    | 49   | 50   | –    | 50   | –    | –    | 69   | 79   |
| Tour de FranceTour    | –    | –    | 84   | 68   | 80   | –    | 79   | DNF  | –    | –    | –    | DNF  | –    | 70   | –    | –    | –    |
| Vuelta a EspañaVuelta | –    | –    | –    | –    | –    | DNF  | –    | –    | 43   | DNF  | 22   | –    | 30   | 32   | 56   | 47   | –    |